# Bec de corbin

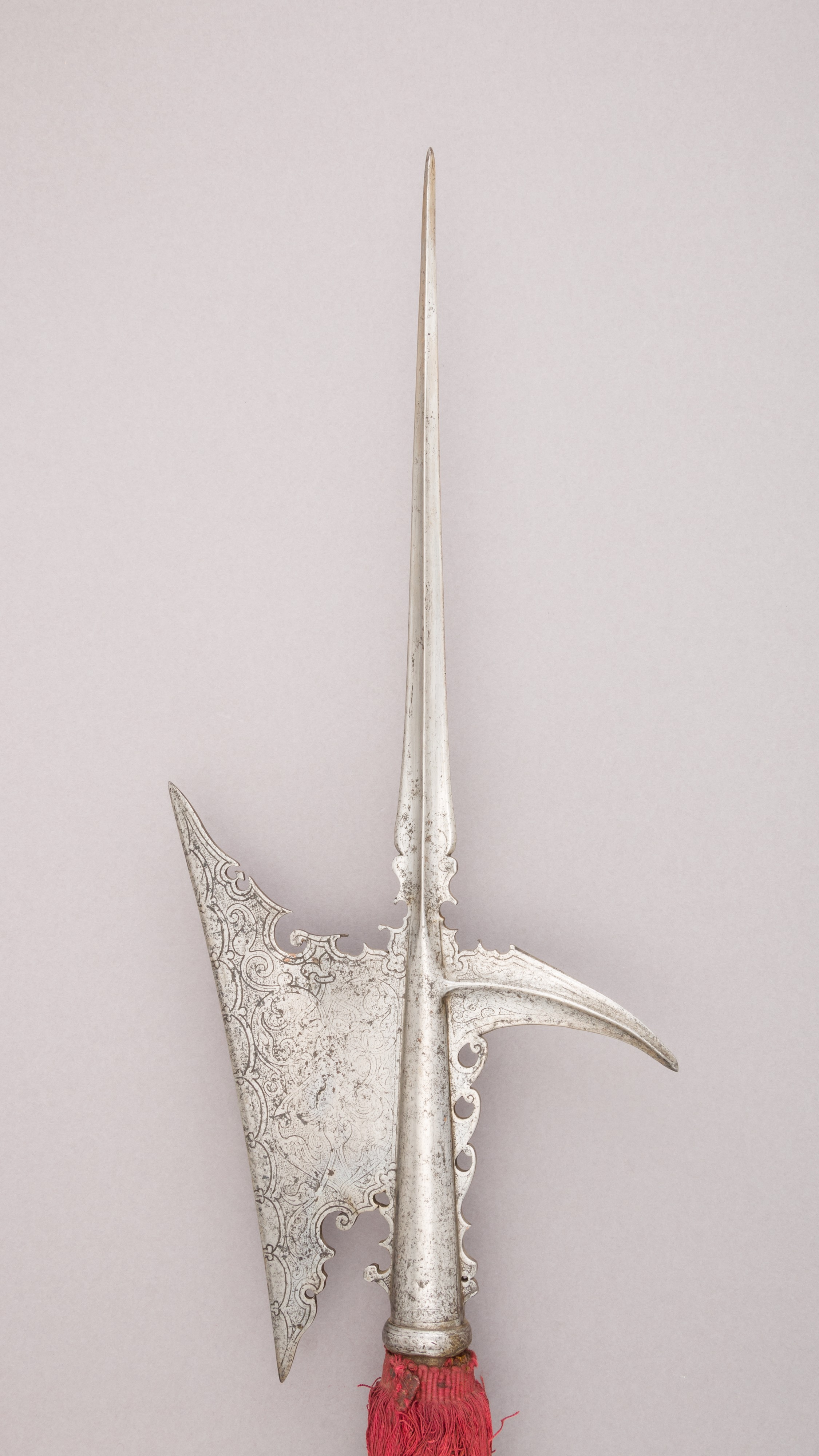
Hallebarde vénitienne de 1525. La hallebarde est une arme d'hast alliant la pointe de lance (partie haute), le fer de hache (partie de gauche) et le bec de corbin (partie de droite).

Un bec de corbin, du vieux français « bec de corbeau », désigne de nos jours un marteau d'armes à manche long. 
Son nom provient du crochet, également présent sur certaines armes d'hast tel que la hallebarde.
Cette arme a donné leur surnom de « Gentilshommes à bec de corbin » aux Gentilshommes ordinaires de la Maison du Roi.

## Marteau de guerre
La forme de marteau de guerre appelée « bec de corbin » était semblable au marteau de Lucerne. Il s'en distingue toutefois par son utilisation. En effet, le bec de corbin était principalement utilisé avec le « bec » pour attaquer plutôt que la tête de marteau.